# Caroline Series
Caroline Mary Series (Oxford, Regne Unit, 24 de març de 1951) és una matemàtica anglesa especialitzada en geometria hiperbòlica, grups kleinians i sistemes dinàmics.

## Infància i educació
Series va néixer el 24 de març de 1951 a Oxford, filla del físic George Series i d'Annette. Va assistir a l'institut Oxford High School for Girls i a partir de 1969 va estudiar en el Somerville College de la Universitat d'Oxford, on va ser entrevistada per al seu accés per Anne Cobbe. Va obtenir el grau en Matemàtiques l'any 1972 i, a més, va rebre el Mathematical Prize de la universitat. Va obtenir també una Beca Kennedy i va estudiar a la Universitat Harvard des de 1972, on va obtenir el doctorat l'any 1976, sota la direcció de George Mackey i amb el títol Ergodicitat de grups producte.

## Carrera i recerca
Els anys 1976 i 1977 va ser professora a la Universitat de Califòrnia a Berkeley, i de 1977 a 1978 va ser research fellow del Newnham College de la Universitat de Cambridge. Des de 1978 va estar a la Universitat de Warwick, primer com a lecturer, des de 1987 com a reader i a partir de 1992 com a professor. Entre 1999 i 2004 va ser Sènior Research Fellow de l'Engineering and Physical Sciences Research Council (EPSRC) a la Universitat de Warwick.
En la dècada de 1970, Series va trobar il·lustracions a Theory of Dynamic Systems de Rufus Bowen sobre la geometria de les fraccions contínues i la geometria hiperbòlica bidimensional, efecte dels grups fuchsians. Després d'això, va investigar patrons geomètrics similars, com ara els fractals, en espais hiperbòlics tridimensionals, amb grups de Klein com a grups de simetria. Les imatges per computadora que va obtenir van dur a un projecte per a un llibre amb David Mumford i David Wright, en què va treballar durant més de deu anys. També en van ser coautores Linda Keen i Joan Birman.
Des de 2018, Series és presidenta de la London Mathematical Society.
És també professora emèrita de matemàtiques a la Universitat de Warwick.

### Premis i reconeixements
L'any 1987 va obtenir el Premi Whitehead de la London Mathematical Society. Al 1992 va obtenir la Rouse Ball Lecture a Cambridge, i al 1986 va ser ponent convidada al Congrés Internacional de Matemàtics a Berkeley amb la xerrada Symbolic Dynamics for Geodesic Flows. Entre 1990 i 2001 va ser l'editora dels Student Texts de la London Mathematical Society. El 1986 va ser membre fundadora de l'European Women in Mathematics (EWM). L'any 2009, va ser professora visitant a la Universitat de Göttingen. Va ser triada fellow de l'American Mathematical Society a la seva classe inaugural de 2013. És també fellow honoraria del Somerville College.
- 1972-74: Beca Kennedy, Universitat Harvard.
- 1987: Premi Whitehead, London Mathematical Society.[6]
- 2014: Sènior Anne Bennett Prize, London Mathematical Society.[7]
- 2016: Membre de la Royal Society.[8]